# 難波の堀江
難波の堀江（なにわのほりえ）は、仁徳天皇（オオサザキ大王）が難波（現代の大阪市）に築いたとされる水路（または運河）である。

## 概要
『日本書紀』巻第十一、仁徳紀11年の記事に、「天皇は（洪水や高潮を防ぐため）難波宮の北の野に水路を掘削させ、南（大和川、河内平野）の水を西（難波）の海へ排水できるようにし、堀江と名付けた。」という内容の記述があり、堀江の成立を物語るものとされている。
古墳時代中期は、ヤマト王権が中国王朝および朝鮮諸国と積極的に通交し始めた時期であり、ヤマト王権にとって瀬戸内海は重要な交通路と認識されていた。そのため、ヤマト王権は4世紀末～5世紀初頭ごろに奈良盆地から出て、瀬戸内海に面した難波の地に都を移した。本拠となる難波高津宮（なにわの・たかつのみや）は上町台地上に営まれたが、その東隣の河内平野には、当時、「草香江（または河内湖）」と呼ばれる広大な湖・湿地帯が横たわっていた。上町台地の北から大きな砂州（長柄砂州）が伸びており、この砂州が草香江の排水を妨げて、洪水や高潮の原因となっていた。
新たに造営された難波高津宮は、食糧や生産物を供給する後背地を必要としていた。そこで、ヤマト王権は河内平野の開発を企図し、草香江の水を排水するための水路を掘削することとした。水路は上町台地の北部を横断して難波の海（大阪湾）へ通じ、「堀江」と呼ばれるようになった。
この堀江は伝説上の存在ではなく、実際に築造されたものと考えられている。築造の時期は5世紀前期と見られる。ただし、築造したのが本当に仁徳天皇だったのかについては、肯定派と懐疑派で見解が分かれている。堀江の流路としては、大阪城のすぐ北の天満川から大川をとおり、中之島の辺りで海に出るルートが推定されている。なお、大阪市西区に残る地名の堀江とは位置が異なる。
『日本書紀』によると、仁徳天皇は、堀江の開削と同時期に、淀川の流路を安定させるため茨田堤（まむたのつつみ）を築造させている。茨田堤の痕跡が河内北部を流れる古川沿いに現存しており、実際に築造されたことが判る。堀江の開削と茨田堤の築造は、日本最初の大規模な土木事業だったのである。
『日本書紀』によると、552年に百済の聖王により釈迦仏の金銅像と経論他が欽明天皇へ献上され日本に仏教が伝来したが、物部尾輿と中臣鎌子らの神道勢力は仏教に反対した。蘇我稲目は天皇から下げ与えられた仏像を私邸に置き寺として拝んでいたが、その後に疫病が流行したので尾輿らは、稲目が外国から来た神（仏）を拝んだので国津神の怒りを買ったのだとして、寺を焼き仏像を難波の堀江に捨てたという。